# Ключи (Боханский район)
Ключи — деревня в Боханском районе Иркутской области России. Входит в состав Александровского муниципального образования. Находится примерно в 140 км к западу от районного центра.

## Население
По данным Всероссийской переписи, в 2010 году в деревне проживали 33 человека (17 мужчин и 16 женщин).